# 2009 aux Seychelles
Cet article présente les faits marquants de l'année 2009 aux Seychelles.

## Évènements
- Mercredi 1er avril 2009, pirates : des pirates somaliens capturent un navire touristique et ses sept membres d'équipage seychellois, opérant dans les eaux territoriales de l'archipel des Seychelles. Les touristes sont débarqués par les pirates dans l'une des îles. Le ministre des Affaires étrangères des Seychelles, Patrick Pillay, indique avoir contacté les forces navales dans la région qui selon lui « se sont engagées à chercher le navire ».

- Jeudi 16 avril 2009 : les pays créanciers regroupés dans le Club de Paris annoncent l'annulation de 45 % de la dette des Seychelles qui pour un montant de 163 millions de dollars (215 millions d'euros) : « Les représentants des pays créanciers, conscients de la situation exceptionnelle de la République des Seychelles et de ses capacités limitées de remboursement […] ont recommandé à leurs gouvernements de mettre en œuvre le traitement exceptionnel accordant un montant total d'annulation nominale de dette de 45 % ». Ils ont également convenu « de différer » une partie des paiements dus dans les prochaines années au titre des « intérêts moratoires », est-il indiqué. Lourdement endetté, le pays avait obtenu en novembre dernier un prêt de 26 millions de dollars du Fonds monétaire international pour faire face aux conséquences de la crise financière. Fin 2008, la dette publique extérieure des Seychelles se montait à environ 760 millions de dollars.

- Jeudi 7 mai 2009 : premiers cas suspects de grippe A (H1N1).

- Lundi 7 septembre 2009, pirates : les pirates somaliens ont libéré 3 Seychellois retenus en otage depuis la capture de leur catamaran dans l'océan Indien en février. Selon le ministre seychellois de l'Environnement, des ressources naturelles et des transports, Joel Morgan, aucune rançon n'a été payée pour la libération des trois otages, mais les autorités somaliennes estiment que les Seychelles ont échangé les 3 otages contre 23 pirates somaliens rapatriés samedi.

- Vendredi 2 octobre 2009, pirates : des pirates somaliens capturent un thonier espagnol, l'« Alakrana », avec 36 marins à son bord à mi-chemin entre la Somalie et les Seychelles, selon l'armateur du navire, Echebastar Fleet, basé à Bermeo (Pays basque espagnol).

- Mardi 13 octobre 2009, pirates : deux thoniers français de l'armement Saupiquet ont été approchés par des pirates somaliens dans l'océan Indien mais l'attaque a été repoussée par des tirs de militaires embarqués à leur bord.

- Dimanche  18 octobre 2009, pirates : des pirates somaliens capturent un cargo chinois au nord-est des Seychelles. Cette opération s'est déroulée à une distance record des côtes somaliennes démontrant leur capacité à étendre leur rayon d'action et échapper à la vigilance des navires de guerre déployés par la communauté internationale. Leur présence dans tout l'océan Indien est favorisé par la fin de la mousson et le retour à une mer calme.

- Lundi 19 octobre 2009, pirates : à la suite du refus du gouvernement espagnol d'embarquer des militaires sur les bateaux espagnols, alors que des fusiliers marins français protègent des chalutiers français et ont repoussé plusieurs attaques, les 8 chalutiers espagnols sont désormais protégés par des ex-militaires britanniques, notamment des Gurkhas d'origine népalaise, qui seraient fournis par la société anglaise de sécurité « Minimal Risk »[1].

- Mardi 20 octobre 2009, pirates : le gouvernement des Seychelles annonce que des drones « serviront dans un futur proche à lutter contre la piraterie dans les eaux seychelloises et l'océan Indien […] Ces drones démontrent l'engagement des États-Unis à améliorer la sécurité maritime dans cette partie de l'océan Indien »[2].

- Lundi 16 novembre 2009, pirates : des pirates somaliens capturent un navire de transport de produits chimiques au nord-ouest d'Aldabra, une île des Seychelles située à quelque 1 100 km au sud-ouest de la principale île de l'archipel, Mahé et à environ 400 km des côtes malgaches.

- Dimanche 29 novembre 2009, pirates : une dizaine de pirates somaliens capturent le cargo grec « Maran Centaurus » et ses 28 membres d'équipage — neuf Grecs, deux Ukrainiens, un Roumain et seize Philippins — au large des Seychelles. Une frégate de la marine grecque appartenant à la force navale européenne dans la région suit le pétrolier détourné.

- Mardi 22 décembre 2009 : le Fonds monétaire international annonce qu'il accorde un nouveau prêt de 31 millions de dollars aux Seychelles, destiné à succéder à un autre prêt de 26 millions de dollars accordé en novembre pour soutenir le pays dans la réduction de sa lourde dette. Selon le FMI : « Les autorités des Seychelles ont fait des progrès remarquables ces douze derniers mois dans la lutte contre les problèmes économiques connus de longue date et pour établir la stabilité macro-économique ».